# Jezsuita misszió Kínában

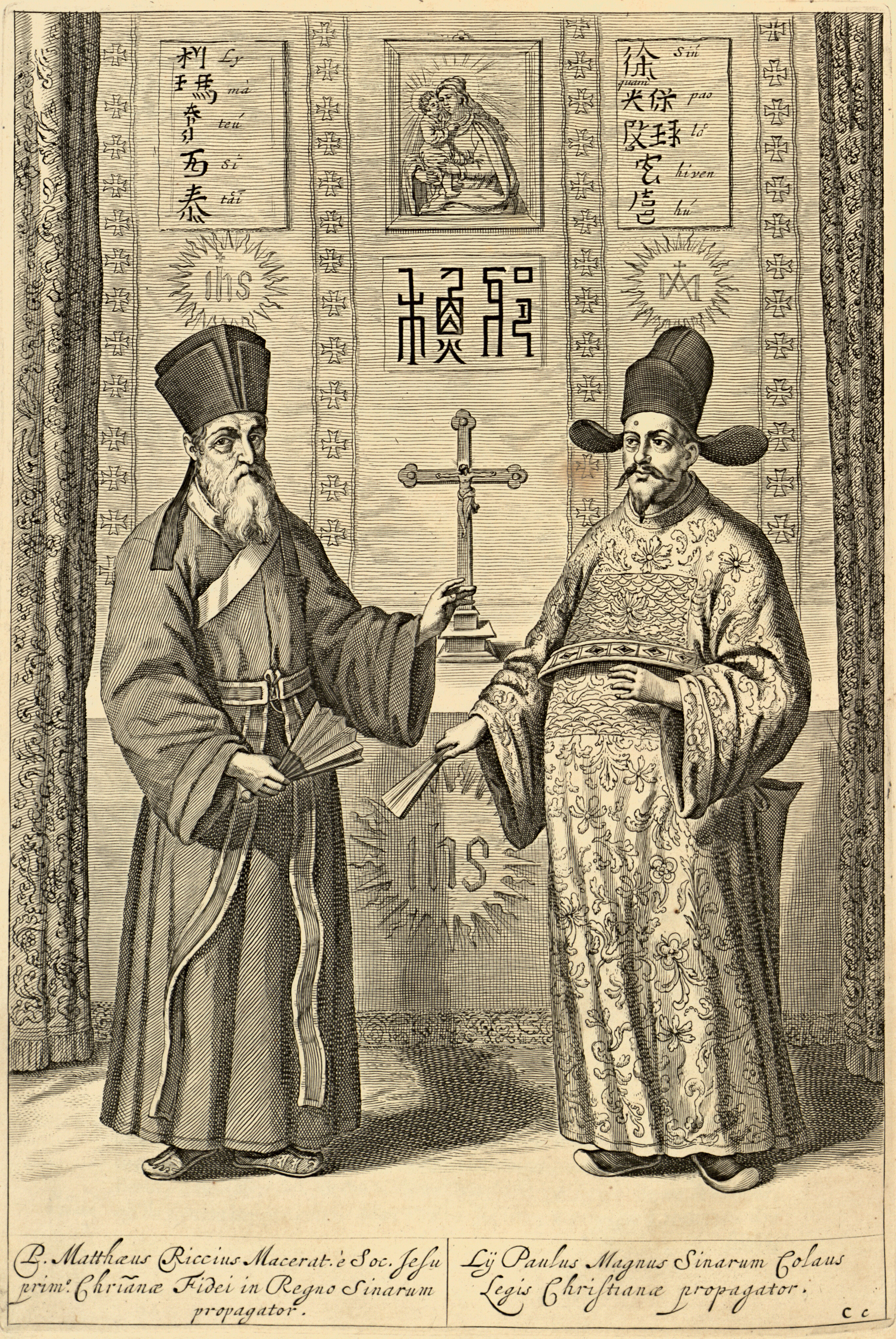
Matteo Ricci (balra) olasz jezsuita szerzetes, a kínai jezsuita misszió egyik megalapítója, aki 1607-ben kínaira fordította Euklidész: Elemek című művét

Az 1540-ben alapított Jézus Társasága által elhatározott jezsuita misszió Kínában már az 1500-as évek közepén gyakorlatban is megvalósult avval, hogy jezsuiták érkeztek Makaóba. Lehetővé tette az, hogy a kínaiak engedményt adtak a portugáloknak, melynek lényege az volt, hogy a portugálok segítettek a kalózkodás elleni küzdelemben megvédeni a partokat a feldúlástól. Cserébe a portugálok oda települhettek, kereskedhettek. Az első misszionáriusok 1557-ben érkeztek oda. Számos európai jezsuita, akiket Kínába küldtek, akár néhány évet is eltöltött Makaóban, hogy befejezzék tanulmányaikat a Szent Pál egyetemi szenátusban, és innen induljanak Kínába. A misszió célja, hogy katolikus híveket szerezzenek az egyház javára Kínában.
1552-től 1800-ig David Mungello kutatásai alapján 920 jezsuita vett részt a misszióban.

## Sikertelen kezdet
Az egyik legnagyobbnak tartott keresztény misszionárius Xavéri Szent Ferenc akit a pápa a Távol-Kelet pápai legátusának nevezett ki. Ferenc egy évtizedig Indiában és Japánban tevékenykedett, és ráébredt arra, hogy a japánokat jobban meg lehetne érteni, ha Kínába keresi a japán kultúra gyökereit. Ezért szeretett volna Kínába utazni és ott elkezdeni hirdetni az evangéliumot. Elindult Kantonba. Azonban Kína szárazföldjére nem tudott lépni, mert egy kínai akivel megegyezett, hogy szárazföldre viszi egy szigeten hagyta Kantonhoz közel, és cserbe hagyta. Ekkor még idegenellenes törvény volt Kínában. Halála után egy kis rendházat építettek a kantoni torkolat egyik félszigetén, ami egy portugál enklávé volt. 25 jezsuita várakozott arra, hogy bejusson Kínába, eredménytelenül.

## Előkészület
Valignano Japán felé utazva megállt Makaóba, és tanulmányozni kezdte a kínai kultúrát. Ennek alapján irányelveket állított össze:
- tisztelet, együttérzés a kínai kultúra iránt.
- elhatárolódni a hódításra éhes nyugati embertípustól.
- kínai nyelv lehetőség szerinti tökéletes elsajátítása.
- a tudomány felhasználása a hit előkészítésére.
- különös figyelem a műveltebb rétegek felé.

Mivel tovább utazott Makaóba küldte Michele Ruggierit a kínai nyelv tanulmányozására. Ő hozzá csatlakozott egy nagy tehetségű nyelvész Matteo Ricci 1582-ben. Ők ketten egy év múlva engedélyt kaptak 1583-ban arra, hogy letelepedhessenek a birodalomba. Egy mandarin figyelt fel Ricci matematika tudására.

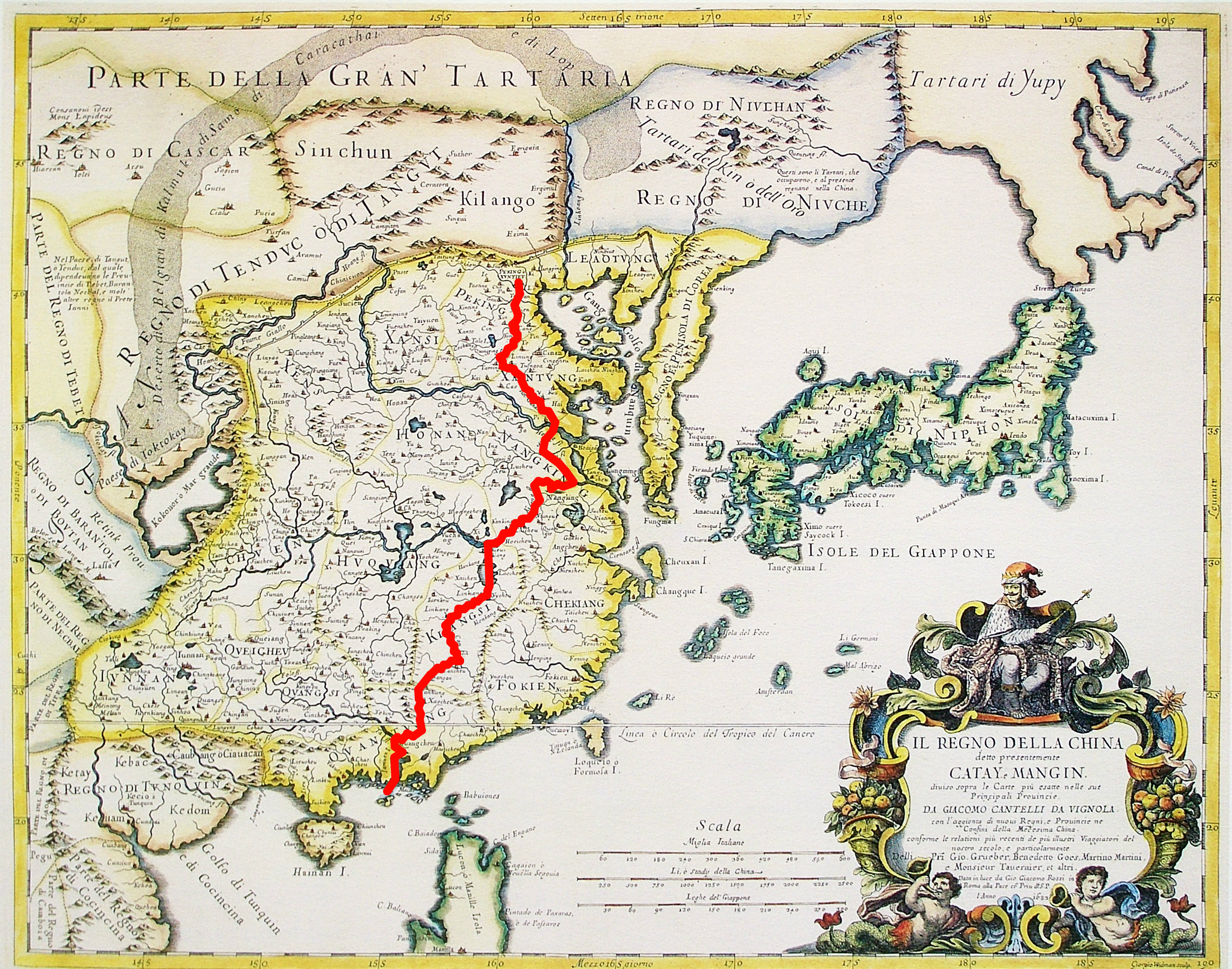
Matteo Ricci utazása Makaóból Pekingbe 1583-tól Macau-Shaoguan-Nancsang-Nanking-Peking. (Giacomo Cantelli térképe).

## A misszió kezdeti szakasza 1552 - 1664
Ricci tökéletesen lefedte a Valignano-féle elveket. Hibátlanul megtanulta a kínai nyelvet, és olyan példamutatással élt, ami felkeltette a rokonszenvet. Célja az uralkodó osztály volt, és 1594-ben elérte, hogy beléphessen a mandarinok körébe. Addigra már húsz kínai nyelvű tudományos könyvet írt. 1601-ben elérte, hogy jezsuita rendházat alapítson Pekingben. 1602-ben a kínai császár már utasítja Riccit, hogy készítse el a föld világtérképét, a kunjü vankuo csüantut. 1610-ben már 25000 kínai vált kereszténnyé.
Ricci 1610-ben bekövetkezett halála után Nicolò Longobardo vezetése megosztottságot hozott. Longobardo nem annyira az alkalmazkodó Ricci-féle utat javasolta. A dolgot az is bonyolította, hogy más szerzetesrendek is érkeztek Pekingbe, akik ugyancsak a helyi jellegzetességet nem tanulmányozva nem helyeselték, hogy a kínai rítusban részt vegyenek. A vita odáig ment, hogy Martino Martinit visszaküldték Rómába a pápához, hogy képviselje azokat a jezsuitákat, hogy a jezsuiták azért alkalmazkodnak olyan feltűnően, hogy átveszik a kínai szokásokat és kínai ruhában járnak, mert ezeket nem tartják vallási elkötelezettségnek.
Ebben a helyzetben 1644-ben megbukik a Ming-dinasztia, mert a mandzsuk elfoglalják Pekinget.

## Tudományos teljesítmények
A jezsuiták mind egyetértettek abban, hogy bőkezűen át kell adni minden használható tudást a kínaiaknak. Egy-egy jezsuita hétköznapjait a tudományos munka tette ki. Ricci órákat, prizmákat, matematikai eszközöket is bemutatott. Az ő utódának Nicoló Longobardonak volt az érdeme, hogy rá tudta bírni az európai rendtartományt küldjenek még több tudóst és könyvtárat, teleszkópot Kínába.

### Könyvek lefordítása kínaira

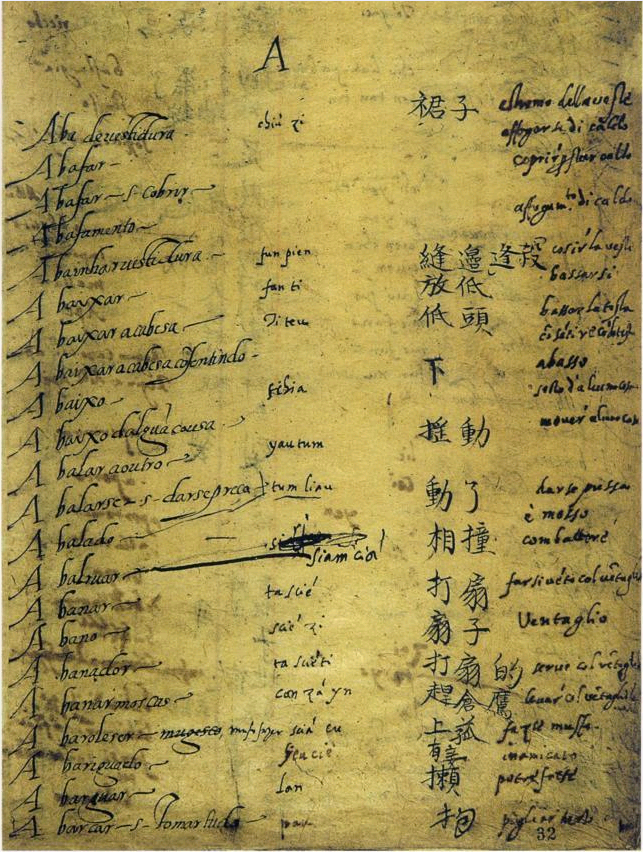
Ricci, Ruggieri, Fernandez-féle portugál-kínai szótár kézirata 1583-88

Az első feladat volt, hogy használható portugál-kínai szótár jöjjön létre. A szótár összeállítását a két legkorábban Kínába való belépési engedélyt kapott szerzetes végezte el Matteo Ricci és Michele Ruggieri, (Sebastiano Fernandez is részt vett a fordításban).
- 1616-ban a pápa rendelete szerint lefordítható a Biblia kínaira. Luigi Buglionak 22 évébe tellett ez a feladat.
- Johann Schreck olyan technikai könyveket fordított le kínaira, amelyekben akkori európai találmányok voltak leírva és illusztrálva.

### Térképek
- Kun-jü van-kuo csüan-tu Matteo Ricci világtérképet rajzolt. Az elkészítése Kína történelmében is jelentős, mert innen tudták meg Amerika létezését.
- Kína térképet időszakonként újrarajzolták tökéletesítették. Ricci (1602) majd Martino Martini amszterdami kiadása a Kína új atlasza 1665-ben. 1735 "jezsuita térkép"-et Párizsban adták ki, mely már Kínát, Mongóliát és Mandzsúriát is ábrázolták.

### Naptár javítás
Johann Schreck elkezdte és Johann Adam Schall von Bell fejezte be a Ming-dinasztia elavult naptárát a Chongzhen naptárat. Ez olyan nagy feladat volt, hogy Johannes Keplertől kértek tanácsot Európából.

## A misszió második szakasza 1665 - 1715
VI. Sándor pápa 1665-ben elismerte a Ricci-féle felfogást a kínai rítusokról. Kangszi császár el volt ragadtatva ebben az időszakban a jezsuitáktól. Talán ezt akarta kihasználni Róma, hogy a császárt megtérítse. 1704. november 20-án betiltatta a kínai rítusokat XI. Kelemen pápa. Legátust küldött Pekingbe Carlo Tomasso Maillard de Tournon személyében. A rendeletet óvatosan fogalmazták meg. 1704. december 31-én fogadta a császár. Ez volt az első alkalom, hogy a Szentszék hivatalosan kapcsolatot teremtett Kínával. 1706-ban újra fogadta és röviden kijelentette nem enged semmi olyat, ami az ősök tiszteletének, hagyományoknak feladását jelentené, és két jezsuitát küldött Rómába de Tournon magatartását bírálva. De azok a jezsuitákat hajószerencsétlenség érte. Kang-hszi császár elrendelte minden misszionárius csak akkor kaphat bizonyítványt tevékenységéhez, ha megígéri, hogy nem támadják a rítusokat. De Tournonnak erre is volt válasza, mire kiutasították az országból. Tournon Makaóba húzódott vissza, ahol nemsokára elhalálozott. Pápa ekkor (1711) a jezsuita általános rendfőnököt utasította, aki megígérte az együttműködést. A pápa ekkor engedelmességi esküre kötelezte minden egyes misszionáriust. Így a kínai jezsuita misszió diplomáciai patthelyzetbe került. Ez a helyzet arra késztette a jezsuitákat, hogy semmit ne nyilatkozzanak Kínában a rítusokról, a csendes szolgálat politikája kezdődött.

## Hanyatlás 1715 - 1769
1715-ben XI. Kelemen pápa elrendeli, hogy minden kínai bálványimádó ősök tisztelete szigorúan tilos. XIV. Benedek pápa megerősítette ezt. 1736-ban Kang-hszi császár betiltott minden misszionárius tevékenységet halálbüntetés terhe mellett. Csak a tudós jezsuitáknak engedte meg tevékenységeiket. 1759-ben deportálták a jezsuita misszionáriusokat a Távol-Keletről. A fő vád meg nem engedhető kereskedelmi tevékenység. Ezt tetőzte, hogy a portugál király ellen merényletet követtek el és a főbűnös belekevert egy-két jezsuita nevet is a támadók megnevezésére. A pápai államba vitték a deportáltakat, és ingóságaikat elkobozták, bár többre számítottak. A legfőbb ok az volt, hogy a jezsuiták olyan nagy befolyásra tettek szert a külpolitika terén, ami már zavarta az uralkodó osztály érdekeit, hogy felszámolását vélte szükségesnek.

## Száz év újra kezdés
1842-ben érkeznek Sanghaiba újabb jezsuiták, és a kínai császár elrendelni 1846-ban, hogy minden lefoglalt vagyont vissza kell adni nekik. 1900-ban a bokszerlázadásban több ezer pap és hívei halnak meg. 1952-ben sok jezsuita elhagyja az országot a kommunizmus miatt, másokat letartóztatnak.

## Hajók Kínába
A hajók általában, Lisszabonból indultak, mert Portugália Afrika nyugati és keleti partvidékén, és India nyugati partvidékén fontos kikötőhelyeket birtokolt, ahol nyugodtan kiköthettek a hajói. Kína déli részén Makó is egy ilyen Portugália érdekeltségi körébe tartozó kikötőhely volt. A hajók Afrikát megkerülve délnek tartott, majd a Jó reménység foknál északkelet felé tartott. Az egyik úticél a portugál gyarmat Goa volt, majd onnan Makaóba tartottak a hajók.
- 1578. március 24-én Lisszabonból kifutó "S. Luis" hajón van Matteo Ricci, egy jövőbeli sikeres Kínai misszió periódus úttörője, és Michele Ruggieri. 1578. szeptember 13-án fut be Goára, és 1582. augusztus 7-én ér Ricci, míg Ruggieri korábban 1579. július 20-án, Makaóba.[5]
- 1596. április 10-én indul, és 1597. július 20-án érkezik Makaóba Nicolò Longobardo.
- 1609. március 23-án a "Nostra Senhora da Piedade" fedélzetén Giulio Aleni. 1610-ben Goa, 1611-ben Makaón köt ki.
- 1618. április 17-én a "S. Carlos" fedélzetén utazik Nicolas Trigault vezetésével, Giacomo Rho, Johann Adam Schall von Bell, Johann Schreck. Összesen 22 jezsuita van a fedélzeten.
- 1640. március 25-én fut ki a "Nossa Senhora de Atalaia" hajó fedélzetén ott van Martino Martini. A hajó megérkezik Goára 1640. szeptember 19-én, és kiköt Makaóban 1642. augusztus 4-én.[6]
- 1749. december 29-én Lorientből, Franciaországból fut ki a "Villeflix", 1750. július 7-én Kantonba érkezik Jean Joseph Marie Amiot.

## További információ
- Salát Gergely: A katolikus térítés Kínában – A Ricci-módszer